# Delara Darabi
Delara Darabi (en persa: دلارا دارابى‎) (29 de septiembre de 1986 - 1 de mayo de 2009) fue una mujer iraní Gilaki que fue condenada a muerte tras haber sido declarada culpable de asesinar a la prima de su padre en 2003. Aunque Delara inicialmente afirmó que había cometido el crimen, posteriormente se retractó y explicó que su novio, Amir Hossein, la había persuadido de que mintiera sobre el incidente para protegerlo. Según Delara y otras fuentes familiarizadas con el caso, Amir Hossein era la persona que había cometido el asesinato en un intento de robarle a un miembro adinerado de la familia Darabi.

## Biografía
Darabi nació en la ciudad norteña de Rasht, en la provincia de Gilan. Darabi fue ahorcada la mañana del 1 de mayo de 2009. La noticia de su ahorcamiento fue anunciada al mundo por la abogada iraní-estadounidense, Lily Mazahery, quien publicó la información en Twitter.
Darabi cumplió cinco años de prisión por robo en el corredor de la muerte después de su condena (en Irán, los presos a menudo tienen que pasar tiempo en prisión antes de ser ejecutados). Inicialmente confesó, pero luego se retractó, alegando que su novio, Amir Hossein, la persuadió para que confesara convenciéndola de que él sería ejecutado (como no lo habría sido en la mayoría de los lugares, siendo menor de edad; pero este no fue el caso en Irán).
Mientras estaba en el corredor de la muerte, Darabi, después de haber desarrollado un amor por la pintura a una edad temprana, completó varias obras que describían su encarcelamiento. En confinamiento, también escribió poesía. Entre su obra se encuentra el poema titulado "Prisión", una obra psicológica y filosófica sobre la vida en prisión. Una colección de su arte fue exhibida en una exposición en Teherán por partidarios que hicieron campaña por su liberación. El abogado de Darabi, Abdolsamad Khoramshahi, había apelado contra la sentencia, alegando que su condena se había basado únicamente en su confesión y que en su juicio no se habían tenido en cuenta pruebas fundamentales.

## Juicio y sentencia
Darabi fue juzgada por un tribunal de primera instancia en Rasht, declarada culpable y condenada a muerte. Su abogado fue Abdolsamad Khorramshahi. La sentencia fue confirmada por el Tribunal Supremo. Ella mantuvo su inocencia y afirmó que estaba bajo los efectos de las drogas durante el robo, a pesar de haber hecho una confesión y haberse declarado culpable antes. En esta etapa, el Jefe de la Magistratura tenía la facultad de ordenar la suspensión de la ejecución y la revisión del caso. Según los informes, el novio Amir Hossein ha recibido una pena de prisión de 10 años como cómplice del crimen.
Amnistía Internacional ha realizado varias declaraciones públicas sobre Darabi.
Darabi era pintora y escribió algunos poemas durante su vida. Había utilizado sus pinturas y poemas para expresar sus sentimientos. En 2008 hubo una exposición de sus pinturas en Teherán; una exposición similar se celebró en Estocolmo en abril de 2007.
Darabi intentó suicidarse cortándose las muñecas el 20 de enero de 2007. Sin embargo, su compañera de celda se dio cuenta y pidió ayuda. La llevaron de urgencia al hospital, donde la reanimaron. 

## Peticiones de clemencia
Se redactó y circuló por todo el mundo una petición en línea para salvar a Delara de la ejecución. La petición hizo un llamamiento a las autoridades iraníes, en particular al jefe de la judicatura del país, a observar los tratados y normas internacionales y a conmutar la pena de Delara. Sin embargo, no había forma de que el poder judicial pudiera hacerlo, ya que la familia de la víctima exigía qisas, o retribución (la pena de muerte) en lugar de diyya, que es dinero de sangre. Amnistía Internacional dispuso que se enviaran cartas en apoyo de Darabi a las autoridades iraníes.

## Información de contexto
Como parte del Pacto Internacional de Derechos Civiles y Políticos (ICCPR) y de la Convención sobre los Derechos del Niño (CDN), Irán ha asumido compromisos diplomáticos de no ejecutar a personas por delitos cometidos cuando eran menores de 18 años. Sin embargo, desde 1990, Irán ha ejecutado al menos a 18 personas por delitos cometidos cuando eran menores. Solo en 2005, a pesar de que el Comité de los Derechos del Niño de la ONU le instó en enero a suspender la práctica de inmediato, al menos ocho delincuentes juveniles fueron ejecutados, incluidos dos que aún tenían menos de 18 años en el momento de su ejecución. Antes de Darabi, la última ejecución registrada de un delincuente juvenil, Rostam Tajik, fue el 10 de diciembre de 2005.
El 9 de diciembre[¿cuándo?]  Philip Alston, el relator especial de la ONU sobre ejecuciones extrajudiciales, sumarias o arbitrarias, declaró: "En un momento en que prácticamente todos los demás países del mundo han renunciado firme y claramente a la ejecución de personas por delitos que cometieron cuando eran niños, el enfoque iraní es particularmente inaceptable ... es tanto más sorprendente porque la obligación de abstenerse de tales ejecuciones no solo es clara e incontrovertible, sino que el propio Gobierno de Irán ha declarado que pondrá fin a esta práctica".[cita requerida]
Según el código penal de la República Islámica del Irán, los niños son considerados responsables penalmente de sus acciones como adultos en la pubertad. De conformidad con el artículo 1210, anexo 1, las niñas llegan a la pubertad 6 años antes que sus homólogos masculinos, a los 9 años. Por otro lado, no se considera legalmente que los niños hayan alcanzado la madurez que los haría responsables de sus actos, como el asesinato, hasta los 15 años.
Human Rights Watch y Amnistía Internacional dicen que Irán ejecuta a la mayoría de los delincuentes juveniles de cualquier país, en violación de la Convención de la ONU, que prohíbe la pena de muerte para los delitos cometidos por menores de 18 años. Abogados calculan que 130 prisioneros están en el corredor de la muerte en Irán por asesinatos cometidos cuando eran menores.

## Ejecución
El jefe de la judicatura concedió oficialmente una suspensión de la ejecución de dos meses, pero las autoridades de la prisión de Rasht recibieron el visto bueno para su ejecución. Delara Darabi fue ejecutada a las 5:00 a. M., hora local del 1 de mayo de 2009 en la Prisión Central de Rasht, sin notificación previa a su abogado y su familia. Apenas unos minutos antes de ser ahorcada, se le permitió hacer una última llamada telefónica desesperada a sus padres, y les suplicó que la salvaran, seguida de la voz del alcaide de la prisión informando a sus padres que iba a ser ejecutada por sus crímenes de inmediato.